# Jenna Elfman
Jenna Elfman, født Jennifer Mary Butala (30. september 1971) er en amerikansk tv-skuespiller, bedst kendt fra komedieserien Et umage par (eng: Dharma and Greg). Hun er gift med skuespilleren Bodhi Elfman, en nevø til filmkomponisten Danny Elfman.
For sin rolle i Et umage par var hun to gange nomineret til en Emmy Award, for hvilken hun vandt en Golden Globe Award.
Jenna Elfman er medlem af den kontroversielle sekt Scientology.

## Tidlige liv
Elfman blev født Jennifer Mary Butala i Los Angeles, Californien, som den yngste af tre børn, af Sue (Grace) Butala, en husmor, og Richard Wayne Butala.  Hendes fars lillebror, Elfmans onkel, er Tony Butala , forsanger siden 1958 i den amerikanske vokaltrio The Lettermen. Hun er af kroatisk afstamning på hendes fars side , og blev opdraget romersk-katolske. 

Hun havde balletklasser siden en alder af fem, og er Elfman blevet en klassisk uddannet balletdanser. Hun gik i high school på Los Angeles County High School for the Arts (LACHSA). Hun gik i college på California State University, Northridge (CSUN)

## Karriere
Elfman begyndte sin professionelle karriere som danser, der optræder i musikvideoen til "Halo", en sang af Depeche Mode fra albummet Violator, en video, der udelukkende blev medtaget på bandets musikvideo kompilering Strange Too. Hun har også danset i videoen for Chris Isaak i singlen fra 1995 "Somebody's Crying" og turnerede med rockbandet ZZ Top på deres 1994 World Tour som en "Legs Girl".
Efter at have medvirket i en lang række nationale tv-reklamer, især som pigen i Honda reklamerne, der sagde "Regular or Decaf?", havde Elfman hendes første hovedrolleoptræden i kortlivede amerikanske sitcom med titlen Townies på ABC fra 1996 . Selvom showet ikke fangede seerne, det imponerede den kritikere, især Elfman og Lauren Graham. Snart efter, begyndte 20th Century Fox at tale med Elfman om at udvikle sin egen sitcom.  Elfman således startede en femårige periode som Dharma Freedom Finkelstein Montgomery i den amerikanske komedieserie Dharma & Greg på ABC.
Elfman gæstemedvirkede i to episoder af Two and a Half Men i 2004 og en episode af Brothers and Sisters i 2007. Hun havde en gæsteoptræden i den sjette episode af sæson fire af My Name Is Earl.
Elfman medvirkede i CBS komedien Courting Alex i 2006. Hun medvirkede i Accidentally on Purpose for CBS tre år senere under 2009-10 tv-sæsonen.  Showet blev aflyst efter en enkelt (2009-2010) sæson.
Hun dukkede op i en birolle i en spillefilm, Friends with Benefits, stjernespækket med Justin Timberlake og Mila Kunis, udgivet i 2011.
Elfman har spillede med i sæsonfinalen af Shameless den 1. april 2012. 
Hun optræder i en tilbagevendende rolle i sæson 5 af Damages.
Det blev offentliggjort i maj 2012, at Elfman vil spille en fiktiv udgave af første damen i USA i 1600 Penn, en komedieserie der har premiere på NBC i 2012-13 tv-sæsonen. 

## Filmografi

### Film
| År   | Titel                        | Rolle                  | Noter |
| ---- | ---------------------------- | ---------------------- | --- |
| 1997 | Grosse Pointe Blank          | Tanya                  | |
| 1998 | Dr. Dolittle                 | Ugle                   | Stemme |
| 1998 | Can't Hardly Wait            | Engel                  | Ukreditteret |
| 1998 | Krippendorf's Tribe          | Prof. Veronica Micelli | |
| 1999 | EDtv                         | Shari                  | |
| 1999 | Venus                        | Venus                  | |
| 2000 | The Tangerine Bear           | Lorelei                | Stemme |
| 2000 | Cyberworld                   | Phig                   | Stemme |
| 2000 | Keeping the Faith            | Anna Riley             | Nomineret — Blockbuster Entertainment Award for Favorite Actress - Comedy/Romance Nomineret — Satellite Award for Best Actress – Motion Picture Musical or Comedy |
| 2001 | Town & Country               | Auburn                 | |
| 2003 | Looney Tunes: Back in Action | Kate                   | |
| 2004 | Clifford's Really Big Movie  | Dorothy                | Voice |
| 2005 | Touched                      | Angela Martin          | Executive producer |
| 2005 | What's Hip, Doc?             | Supermodel             | Stemme |
| 2008 | Struck                       | Gravid date            | Kortfilm |
| 2009 | The Six Wives of Henry Lefay | Ophelia                | |
| 2009 | Love Hurts                   | Darlene                | |
| 2011 | Bollevenner                  | Annie                  | |

### Tv
| År        | Title                   | Rolle                                 | Noter |
| --------- | ----------------------- | ------------------------------------- | --- |
| 1992      | Murder, She Wrote       | Balletdanser i baggrunden             | 1 episode |
| 1994      | The George Carlin Show  | Psychedelic pige                      | 1 episode |
| 1995      | The Monroes             | Lily                                  | 1 episode |
| 1995      | Roseanne                | Garland                               | 1 episode |
| 1996      | Townies                 | Shannon Canotis                       | 15 episodes, 5 unaired |
| 1996      | Murder One              | Angela Scalese                        | 1 episode |
| 1996      | Almost Perfect          | Becky Toll                            | 1 episode |
| 1997      | The Single Guy          | Jordan                                | 1 episode |
| 1997–2002 | Et umage par            | Dharma Freedom Finkelstein Montgomery | 119 episoder Golden Globe Award for Best Actress – Television Series Musical or Comedy (1999) TV Guide Award for Favorite Actress in a Comedy (1999, 2000) Nominated — American Comedy Award for Funniest Female Performer in a TV Series (Leading Role) Network, Cable or Syndication (1999) Nominated — Primetime Emmy Award for Outstanding Lead Actress in a Comedy Series (1998, 1999, 2000) Nominated — Golden Globe Award for Best Actress – Television Series Musical or Comedy (1998, 2000) Nominated — Satellite Award for Best Actress – Television Series Musical or Comedy (2000, 2001, 2002) Nominated — TV Guide Award for Favorite Actress in a Comedy (2001) |
| 2002      | Obsessed                | Ellena Roberts                        | Television movie |
| 2004      | Two and a Half Men      | Frankie                               | 2 episodes |
| 2006      | Courting Alex           | Alex Rose                             | 13 episodes, producer |
| 2007      | Brothers & Sisters      | Lizzie Jones-Baker                    | 1 episode |
| 2008      | My Name Is Earl         | Kimmi Himmler                         | 1 episode |
| 2009–10   | Accidentally on Purpose | Billie                                | 18 episodes |
| 2011      | Two and a Half Men      | Dharma Montgomery                     | Episode: "Nice to Meet You, Walden Schmidt" |
| 2012      | Shameless               | Jill                                  | Sæson 2 Finale, som blev vist d. 1. April 2012 |
| 2012      | Damages                 | Naomi Walling                         | Tilbagevendende rolle |
| 2012      | 1600 Penn               | Emily Nash Gilchrist                  | NBC series expected to premiere during the 2012–13 television season |